# Gertrud Eitner
Gertrud Eitner, geborene Kessler (* 11. Oktober 1880 in Wilmsdorf, Landkreis Wehlau, Ostpreußen; † 1. Oktober 1955 in Bochum) war eine deutsche Lehrerin und Politikerin (CSVD).

## Leben und Wirken
Gertrud Eitner wurde 1880 als Tochter des Pfarrers und späteren Generalsuperintendenten der Neumark und Niederlausitz Hans Kessler (1856–1939) geboren. In ihrer Jugend besuchte sie die Margarethenschule in Berlin, danach das Lehrerinnenseminar der Fräulein Prox. 1899 bestand sie ihre Lehrerinnenprüfung für mittlere und höhere Schulen. Von 1900 bis 1904 arbeitete sie als Lehrerin an höheren Mädchenschulen. Von 1905 bis 1908 studierte sie Germanistik, Erdkunde und Philosophie in Berlin. 1909 heiratete sie in Ryńsk (Rheinsberg / Wpr.) den Pastor Martin Eitner (* 9. Oktober 1883, † 31. August 1958 in Bochum), der im selben Jahr ordiniert worden war. Die beiden lebten zunächst von 1920 bis 1928 in Burg (Spreewald), später in Breslau, wo Eitners Gatte jeweils als Pfarrer beschäftigt war.
Als Ehefrau eines Pfarrers engagierte Eitner sich in der Evangelischen Frauenhilfe ihrer Heimatgemeinden und gehörte ab 1925 dem Vorstand des Gesamtverbandes der Evangelischen Frauenhilfe an. 1929 übernahm sie die Leitung des Breslauer Ortsverbandes der Frauenhilfe und wurde Leiterin der Evangelischen Mutterschule in Breslau. Außerdem trat Eitner in den 1920er Jahren in den Christlich Sozialen Volksdienst (CSVD) ein – einer christlichen Partei, die als Gegenstück zur katholischen Zentrumspartei gedacht war – und wurde schließlich stellvertretendes Mitglied im Vorstand des CSVD. Von 1930 bis 1932 gehörte Eitner für ihre Partei als Abgeordnete über den Reichswahlvorschlag dem Reichstag in Berlin an. Öffentlich trat sie zudem durch Vorträge und Aufsätze zu Erziehungs- und Frauenfragen sowie zur Mutterfürsorge und -schulung (v. a. in der Frauenhilfe) hervor.
Gegen Ende des Zweiten Weltkrieges wurde Eitner mit ihrem Mann aus Breslau zwangsevakuiert. Danach kamen sie nach Bochum, wo sie ihre letzten Jahre verbrachten. Während Herr Eitner von 1946 bis 1948 die Verwaltung von Pfarrbezirken übernahm und Religionsunterricht gab, trat seine Frau nicht mehr öffentlich in Erscheinung.

## Schriften
- Wie Leite Ich eine Frauenhilfe?, 1930.